# David Butler (Wahlforscher)
Sir David Henry Edgeworth Butler CBE FBA (* 17. Oktober 1924 in London; † 9. November 2022) war ein britischer Politikwissenschaftler, Wahlforscher und Hochschullehrer.

## Leben und Wirken
David Butler studierte Philosophie, Politikwissenschaft und Wirtschaftswissenschaft am New College der Universität Oxford. Als Unteroffizier der britischen Armee nahm er gegen Ende des Zweiten Weltkriegs am Einmarsch in das Deutsche Reich teil. Anschließend setzte er seine Studien in den USA an der Universität Princeton fort. Seine Promotion erfolgte am Nuffield College der Universität Oxford. Hier begann seine Tätigkeit als britischer Wahlforscher, die ihn nicht nur in Großbritannien, sondern auch weit darüber hinaus bekannt gemacht hat. Die hieraus resultierenden Veröffentlichungen sind als „Nuffield Election Studies“ bekannt. Lange Zeit arbeitete Butler mit anderen Wahlforschern intensiv zusammen, so mit Donald E. Stokes in den USA oder mit Dennis Kavanagh, Richard Rose oder Anthony King. Er trat außerdem im Zusammenhang mit Parlamentswahlen u. a. in Fernsehsendungen auf.
Im Nuffield College hatte Butler verschiedene Ämter inne, so als Dekan, Schatzmeister („Bursar“) oder Senior Tutor. Aus dem aktiven Dienst als Fellow dieses Colleges schied er 1992 aus. Am 1. Juni 2011 wurde er von Königin Elisabeth II. zum Knight Bachelor („Sir“) geschlagen. 1993 erhielt er die Ehrendoktorwürde der Universität Essex.
In zahlreichen Neuauflagen erschien das von ihm im Zusammenarbeit mit weiteren Autoren erstmals 1963 erschienene Buch British political facts, zuletzt 2006. Größte Bekanntheit erzielte Butler mit den zahlreichen Analysen britischer Parlamentswahlen seit 1951 (1952) unter dem Titel The British general election; die letzte von ihm mitverantwortete Ausgabe kam 2001 heraus – weitere Ausgaben von anderen Autoren folgten.
David Butler war seit 1962 mit der britischen Literaturwissenschaftlerin Marilyn Butler geb. Evans verheiratet, die 2014 starb. Einer seiner Großväter war der Historiker Albert Pollard.

## Veröffentlichungen (Auswahl)
- The electoral system in Britain 1918–1951. Clarendon Press, Oxford 1953 (2. Aufl. 1968 u.d.T.: The electoral system in Britain since 1918).
- The study of political behaviour. Hutchinson University Library, London 1958 (2. Aufl. 1959).
- (mit Donald E. Stokes): Political change in Britain. Forces shaping electoral choice. Macmillan, London 1969 (2. Aufl. 1974, ISBN 0-333-15239-5).
- (mit Uwe Kitzinger): The 1975 referendum. Macmillan, London 1976, ISBN 0-333-19708-9.
- (Hrsg.): Coalitions in British politics. Macmillan, London 1978, ISBN 0-333-24081-2.
- (mit David Marquand): European elections and British politics. Longman, London 1981, ISBN 0-582-29528-9.
- Governing without a majority. Dilemmas for hung parliaments in Britain. Collins, London 1983, ISBN 0-00-217154-6 (2. Aufl. 1986).
- (mit Paul Jowett): Party strategies in Britain. A study of the 1984 European elections. Macmillan, Basingstoke 1985, ISBN 0-333-38459-8.
- Lord Mountbatten. The last viceroy. Methuen, London 1985, ISBN 0-413-59220-0.
- The fall of Saigon. Scenes from the sudden end of a long war. Sphere Books, London 1988, ISBN 0-7221-2106-7.
- (mit  Ashok Lahiri; Prannoy Roy): India decides. Elections 1952–1989. LM Books, New Delhi 1989 (3. Aufl. u.d.T.: India decides. Elections 1952–1995, ISBN 81-900612-0-8).
- (Hrsg.): Electioneering. A comparative study of continuity and change. Clarendon Press, Oxford 1992, ISBN 0-19-827375-4.
- (mit Andrew Adonis; Tony Travers): Failure in British government. The politics of the poll tax. Oxford University Press, Oxford 1994, ISBN 0-19-827875-6.
- (Hrsg.): Referendums around the world. The growing use of direct democracy. The AEI Press, Washington, D.C., 1994, ISBN 0-8447-3852-2.
- (mit Martin Westlake): British politics and European elections, 1999. Macmillan, Basingstoke 2000, ISBN 0-333-77078-1.

Festschrift
- Dennis Kavanagh (Hrsg.): Electoral politics. [Essays presented to David Butler]. Clarendon Press, Oxford 1992, ISBN 0-19-827381-9.